# Aleksander Szulc
Aleksander Olgierd Szulc (ur. 22 marca 1924 w Poznaniu, zm. 18 kwietnia 2012 w Krakowie) – polski językoznawca, germanista i skandynawista, profesor, długoletni dyrektor Instytutu Filologii Germańskiej Uniwersytetu Jagiellońskiego, tłumacz.

## Życiorys
Studiował germanistykę i anglistykę na Uniwersytecie w Poznaniu (1947-1951). W latach 1957-1958 przebywał na stypendium na szwedzkim Uniwersytecie w Uppsali, gdzie studiował języki nordyckie. Na Uniwersytecie im. Adama Mickiewicza w Poznaniu otrzymał doktorat (1959), habilitację (1964) oraz został docentem w Katedrze Języków Germańskich. W 1966 karierę akademicką związał z Uniwersytetem Jagiellońskim, prof. nadzwyczajny 1971, prof. zw. 1977. Został dwukrotnie uhonorowany tytułem doktora honoris causa Uniwersytetów w Uppsali oraz we Wrocławiu. Był członkiem Saskiej Akademii Nauk w Lipsku oraz od 1991 roku członkiem PAU. Był stypendystą uniwersytetów w Uppsali i w Rejkiawiku. Pionier w dziedzinie badań skandynawistycznych w Polsce.
Został odznaczony Złotym Krzyżem Kawalerskim Orderu Odrodzenia Polski, Medalem Komisji Edukacji Narodowej, Orderem Gwiazdy Polarnej oraz Złotą Odznaką ZNP (1978). Został pochowany na cmentarzu Rakowickim w Krakowie.

## Dorobek naukowy
Dorobek naukowy obejmuje ponad 110 publikacji, w tym 23 książki, m.in.
- Języki skandynawskie. Kraków: Państwowe Wydawnictwo Naukowe, 1970.
- Lingwistyczne podstawy programowania języka. Warszawa: Państwowe Zakłady Wydawnictw Szkolnych, 1971.
- Praktyczna fonetyka i fonologia języka niemieckiego. Warszawa: Wydawnictwa Szkolne i Pedagogiczne, 1974.
- Gramatyka języka szwedzkiego: system foniczny i morfologiczny. Warszawa: PWN, 1979. ISBN 83-01-00693-5
- Gramatyka języka niemieckiego (wspólnie z Stanisławem Łuszczykiem i Zdzisławem Wawrzyniakiem), Warszawa: Wydawnictwa Szkolne i Pedagogiczne, 1982. ISBN 83-02-01140-1
- Historia języka niemieckiego. Warszawa: Państwowe Wydawnictwo Naukowe, 1991. ISBN 83-01-10160-1
- Gramatyka dydaktyczna języka szwedzkiego, Kraków: Uniwersytet Jagielloński. Wydział Filologiczny. Instytut Filologii Germańskiej, 1992.
- Słownik dydaktyki języków obcych. Warszawa: Państwowe Wydawnictwo Naukowe, 1997. ISBN 83-01-11305-7
- Odmiany narodowe języka niemieckiego: geneza, rozwój, perspektywy. Kraków: Polska Akademia Umiejętności, 1999. ISBN 83-86956-43-7
- Historia języka szwedzkiego. Kraków: Polska Akademia Umiejętności, 2009. ISBN 978-83-7676-027-8

## Przekłady
- Per Anders Fogelström: Lato z Moniką: powieść. Poznań: Wydawnictwo Poznańskie, 1960. (tłum. ze szwedzkiego)
- Dagmar Edqvist: Drugie małżeństwo: powieść. Poznań: Wydawnictwo Poznańskie, 1961. (tłum. ze szwedzkiego)
- Otto von Essen: Fonetyka ogólna i stosowana, Warszawa: Państwowe Wydawnictwo Naukowe, 1967. (tłum. z niemieckiego)
- Bertil Malmberg: Nowe drogi w językoznawstwie: przegląd szkół i metod. Warszawa: Państwowe Wydawnictwo Naukowe, 1969. (tłum. ze szwedzkiego)